# Cyclisme aux Jeux asiatiques de 2014
Navigation
2010 2018
Les compétitions de cyclisme des Jeux asiatiques de 2014 se sont déroulées du  27 septembre au 1er octobre 2014, à  Incheon en Corée du Sud.

## Podiums

### Cyclisme sur route
| Épreuves                | Or                          | Argent                    | Bronze                      |
| ----------------------- | --------------------------- | ------------------------- | --------------------------- |
| Compétitions masculines |                             |                           |                             |
| Course en ligne         | Jang Kyung-gu Corée du Sud  | Arvin Moazemi Iran        | Leung Chun Wing Hong Kong   |
| Contre-la-montre        | Alexey Lutsenko Kazakhstan  | Eugen Wacker Kirghizistan | Hossein Askari Iran         |
| Compétitions féminines  |                             |                           |                             |
| Course en ligne         | Jutatip Maneephan Thaïlande | Nguyen Thi That Viêt Nam  | Hsiao Mei-yu Taipei chinois |
| Contre-la-montre        | Na Ah-reum Corée du Sud     | Li Wenjuan Chine          | Jamie Wong Hong Kong        |

### Cyclisme sur piste
| Épreuves                | Or                                                      | Argent                                                             | Bronze                                                                 |
| ----------------------- | ------------------------------------------------------- | ------------------------------------------------------------------ | ---------------------------------------------------------------------- |
| Compétitions masculines |                                                         |                                                                    |                                                                        |
| Keirin                  | Mohammad Daneshvar Khorram Iran                         | Kazunari Watanabe Japon                                            | Josiah Ng Malaisie                                                     |
| Vitesse individuelle    | Seiichiro Nakagawa Japon                                | Tomoyuki Kawabata Japon                                            | Bao Saifei Chine                                                       |
| Vitesse par équipes     | Corée du Sud Son Je-yong Im Chae-bin Kang Dong-jin      | Chine Xu Chao Hu Ke Bao Saifei                                     | Japon Tomoyuki Kawabata Seiichiro Nakagawa Kazunari Watanabe           |
| Poursuite par équipes   | Chine Shi Tao Yuan Zhong Qin Chenlu Liu Hao             | Corée du Sud Park Sang-hoon Im Jae-yeon Park Seon-ho Park Keon-woo | Japon Shogo Ichimaru Kazushige Kuboki Eiya Hashimoto Ryo Chikatani     |
| Omnium                  | Eiya Hashimoto Japon                                    | Cho Ho-sung Corée du Sud                                           | Cheung King Lok Hong Kong                                              |
| Compétitions féminines  |                                                         |                                                                    |                                                                        |
| Keirin                  | Lee Wai Sze Hong Kong                                   | Fatehah Mustapa Malaisie                                           | Zhong Tianshi Chine                                                    |
| Vitesse individuelle    | Lee Wai Sze Hong Kong                                   | Zhong Tianshi Chine                                                | Lin Junhong Chine                                                      |
| Vitesse par équipes     | Chine Zhong Tianshi Gong Jinjie                         | Corée du Sud Lee Hye-jin Kim Wong-yeong                            | Taipei chinois Hsiao Mei-yu Huang Ting-ying                            |
| Poursuite par équipes   | Chine Zhao Baofang Huang Dongyan Jiang Wenwen Jing Yali | Corée du Sud Son Hee-jung Kim You-ri Lee Ju-mi Na Ah-reum          | Taipei chinois Hsiao Mei-yu Huang Ting-ying Tseng Hsiao-chia I Fang-ju |
| Omnium                  | Hsiao Mei-yu Taipei chinois                             | Luo Xiaoling Chine                                                 | Na Ah-reum Corée du Sud                                                |

### VTT
| Épreuves                | Or                | Argent                   | Bronze                |
| ----------------------- | ----------------- | ------------------------ | --------------------- |
| Compétitions masculines |                   |                          |                       |
| Cross-country           | Wang Zhen Chine   | Chan Chun Hing Hong Kong | Kohei Yamamoto Japon  |
| Compétitions féminines  |                   |                          |                       |
| Cross-country           | Shi Qinglan Chine | Yang Ling Chine          | Yukari Nakagome Japon |

### BMX
| Épreuves                | Or                            | Argent                | Bronze        |
| ----------------------- | ----------------------------- | --------------------- | ------------- |
| Compétitions masculines |                               |                       |               |
| Course                  | Daniel Caluag Philippines     | Masahiro Sampei Japon | Yan Zhu Chine |
| Compétitions féminines  |                               |                       |               |
| Course                  | Amanda Mildred Carr Thaïlande | Lu Yan Chine          | Peng Na Chine |

## Tableau des médailles
| Rang  | Nation         | Or | Argent | Bronze | Total |
| ----- | -------------- | -- | ------ | ------ | ----- |
| 1     | Chine          | 5  | 6      | 5      | 16    |
| 2     | Corée du Sud   | 3  | 4      | 1      | 8     |
| 3     | Japon          | 2  | 3      | 4      | 9     |
| 4     | Hong Kong      | 2  | 1      | 3      | 6     |
| 5     | Thaïlande      | 2  | 0      | 0      | 2     |
| 6     | Iran           | 1  | 1      | 1      | 3     |
| 7     | Taipei chinois | 1  | 0      | 3      | 4     |
| 8     | Kazakhstan     | 1  | 0      | 0      | 1     |
| 8     | Philippines    | 1  | 0      | 0      | 1     |
| 10    | Malaisie       | 0  | 1      | 1      | 2     |
| 11    | Kirghizistan   | 0  | 1      | 0      | 1     |
| 12    | Viêt Nam       | 0  | 1      | 0      | 1     |
| Total | Total          | 18 | 18     | 18     | 54    |